# Ekvadorski sucre
Sucre [sukre] je bila do leta 2000 državna valuta Ekvadorja, poimenovana po južnoameriškem revolucionarju Antoniju Joséju de Sucreju. Valuta se je delila na 100 centavosov.
Valuta je bila v osemdesetih in devetdesetih letih dvajsetega stoletja zaradi visoke inflacije večkrat denominirana na 5 do 50.000-kratnik svoje vrednosti, dokler ni Ekvador zaradi finančne krize 9. septembra 2000 ukinil domačo valuto in prešel na ameriški dolar.